# بيت دويل
بيت دويل (بالإنجليزية: Pete Duel)‏ مواليد 24 فبراير 1940 في روتشستر، الولايات المتحدة - الوفاة 31 ديسمبر 1971 في هوليوود، الولايات المتحدة، هو ممثل أمريكي بدأ مسيرته الفنية سنة 1963.

## الأعمال
- ذا إف بي آي
- أيرون سايد
- ذا فيرجينيان

## روابط خارجية
- بيت دويل على موقع IMDb (الإنجليزية)
- بيت دويل على موقع ألو سيني (الفرنسية)
- بيت دويل على موقع أول موفي (الإنجليزية)
- بيت دويل على موقع قاعدة بيانات الأفلام السويدية (السويدية)
- بيت دويل على موقع إن إن دي بي (الإنجليزية)
- بيت دويل على موقع قاعدة بيانات الفيلم (الإنجليزية)
- بيت دويل على موقع كينوبويسك (الروسية)